# 레프러콘 경제학

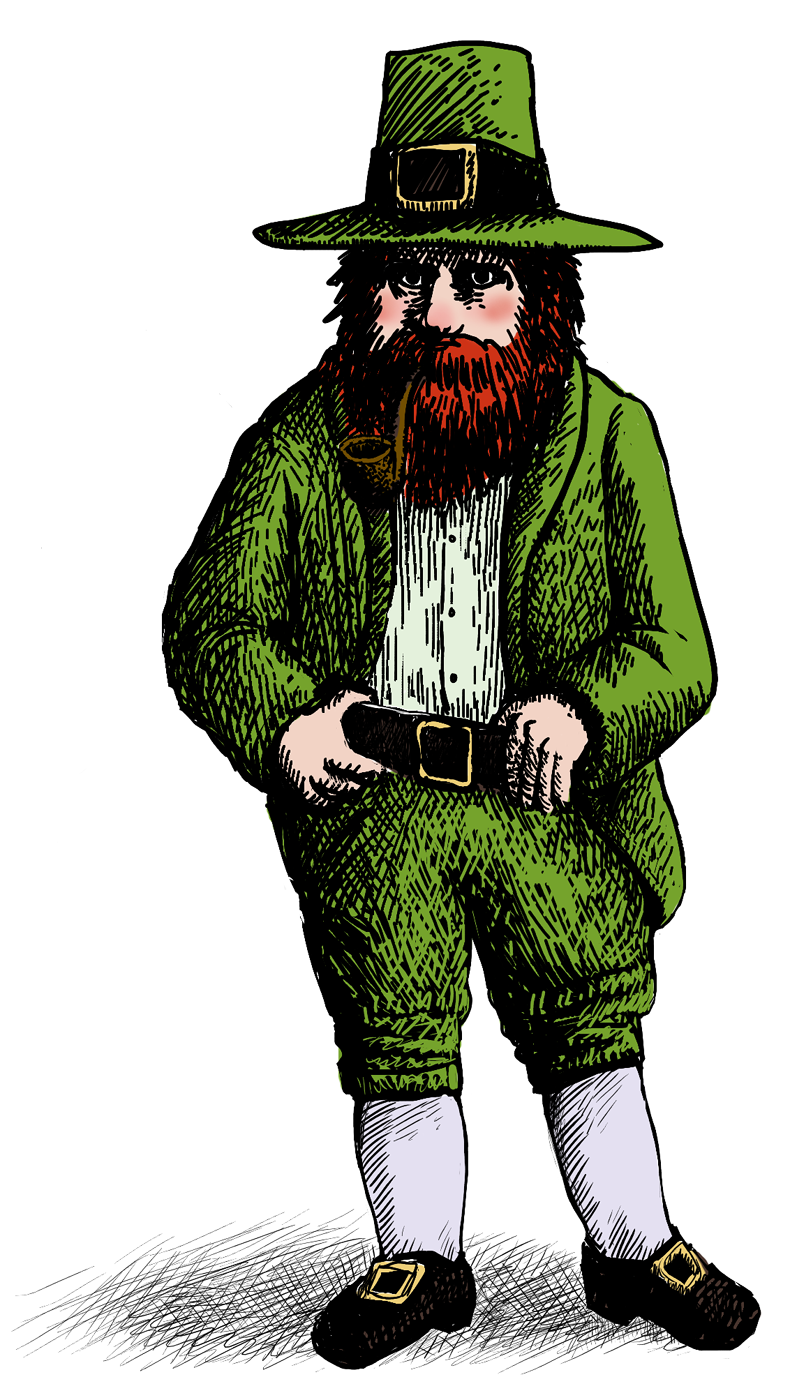
아일랜드 민속에서 설명하는 '레프러콘'의 모습

레프러콘 경제학(Leprechaun economics) 혹은 레프랴한 경제학(eacnamaíocht Leipreacháin)은 폴 크루그먼이 만든 경제학 용어로, 아일랜드의 비정상적인 경제 성장 및 경제적 불균형 등의 문제들을 지칭하는 단어이다. 이 단어에서 레프러콘이라는 존재는 아일랜드 민속에서 등장하는 요정 중 하나다. 그들은 무지개의 끝자락에 황금을 숨기는 모습으로 묘사되며 폴 크루그먼은 이 모습을 아일랜드의 경제에 비유한 것이다.
폴 크루그먼은 2016년 아일랜드의 국내총생산이 26.3%를 기록한 것을 설명하기 위해 '레프러콘 경제학' 이라는 용어를 만들어냈다. 이후 아일랜드 중앙통계청(CSO)에서는 2016년 7월 12일에 발행한 보고서에서 34.4%로 수정되었다. 이 현상을 주로 아일랜드의 조세 피난처 때문에 생긴 것으로 분석한다. 그러나 아일랜드 중앙통계청(CSO)에서는 이 용어가 제시되자 경제 데이터의 왜곡이 절정에 달하게 되었다.
이 경제학 이론은 큰 여파를 일으켰다. 2016년 9월, 아일랜드는 이 경제 이론의 폭로 이후 G20 경제권인 브라질의 "블랙리스트"에 오른 첫 번째 주요 조세 피난처가 되었으며, 블랙리스트에서 해제되기 위해 많은 수단을 동원한 것이 알려졌다.

## 발단과 확산
폴 크루그먼은 자신의 트윗에 다음과 같은 내용을 게시하였다.
Leprechaun economics: Ireland reports 26 percent growth! But it doesn't make sense. Why are these in GDP? 
 레프러콘 경제학: 아일랜드는 26%의 경제성장률을 보고합니다! 하지만 비정상적입니다. 그게 왜 GDP에 포함되는 것입니까?— 폴 크루그먼, 2016년 7월 12일

폴 크루그먼 뿐만 아니라 세계의 많은 경제학자들이 오래 전부터 아일랜드의 경제 구조를 눈여겨보기도 하였다. 아일랜드의 자금 조달 구조가 대부분 비정상적이고 불투명한 구조라는것에 초점을 두고 있는데 그 중 하나가 미국의 거대 기업 애플이 더블 아이리시 전략을 통한 세금 회피로 인한 것으로 보고 있었다. 그 결과, 애플의 수익이 나게 되면 아일랜드에게도 수익이 들어가는 형태가 이루어진 것이다. 또한 이 전략은 매우 큰 비판을 받기도 하였는데, 대기업과 중소기업 및 소비자간의 경제 순환이 적어지며 세계적인 양극화와 빈부 격차를 야기하기도 했다는 주장도 나타났다.
레프러콘 경제학으로 인한 부작용은 오늘날에도 계속되고 있음이 주장되곤 한다. 아일랜드의 2020년 기준 1인당 명목 GDP는 85,205달러로, 세계 3위를 달성하였으면서 인간 개발 지수 역시 0.945점으로 세계에서 가장 높은 수준에 속하나, 국가의 경제는 비정상적인 방법으로 조달되고 있으며 실질적 소득을 주장하는 데 사용되기도 했다. 레프러콘 경제학 이론에 따르면 아일랜드 국민들의 실제 임금은 높지 않으며, 유럽 전체에서도 가장 낮은 수준으로 알려져 있다. 조세 피난처 역할을 하는 국가에서 1인당 GDP가 실제 산업보다 높게 측정되는 것은 조세 피난처 국가들의 특징이며, 특히 아일랜드는 세계에서 가장 큰 조세 피난처를 운영 중이라는 것을 감안하여야 한다. 이러한 경제학에 따르면 아일랜드 국민의 실질적 소득은 유럽 전체에서 가장 가난한 수준으로 추측된다.
아일랜드 본국에서도 이 경제 구조는 사회적 문제로 여겨지기도 했으며, 아일랜드 경제 데이터에 대한 경고 및 우려와 관련하여 경제학자들에 의해 사용되기 시작했다.
Nobody believes our GDP numbers any more, not after a 26 per cent jump in 2015, which was famously derided as "leprechaun economics". Even the CSO cautions against viewing last year's [2017] 7.8 per cent jump as a reflection of real economic activity

2015년 26%의 급등 이후, 더 이상 우리 GDP 수치를 믿는 사람은 없습니다. 이는 "레프러콘 경제학"이라는 악명 높은 비난을 받았습니다. CSO조차도 작년(2017년)의 7.8% 급등을 실제 경제 활동을 반영하는 것으로 보는 것에 대해 경고합니다
— 아이리시 타임스, 2019년 3월 17일

'레프러콘 경제학' 이라는 단어는 서서히 퍼지게 되었고 카를 하인츠 파케가 작성한 2017년의 저널에서 "코볼트 경제학"(Kobold-Ökonomie)이라는 용어로 사용된 흔적이 있다.
2018년 3월에는 영어 논문에서 이 용어가 사용된 것을 발견할 수 있다. "켈트의 불사조, 혹은 레프러콘 경제?" 라는 이름의 제목으로, 켈트의 호랑이를 포함하며 비판하고 있다. 또한 아일랜드의 경제 성장이 진정하게 제조업, 공업 등으로 대표되는 제2차 산업이나 서비스업, 보험, 인프라 등 제3차 산업, 그리고 지식정보 등을 산업화한 제4차 산업의 보급률이 낮은 점과, 4차 산업의 부재를 비판점으로 두고 있다.

## 근거 및 옹호

### 2015년

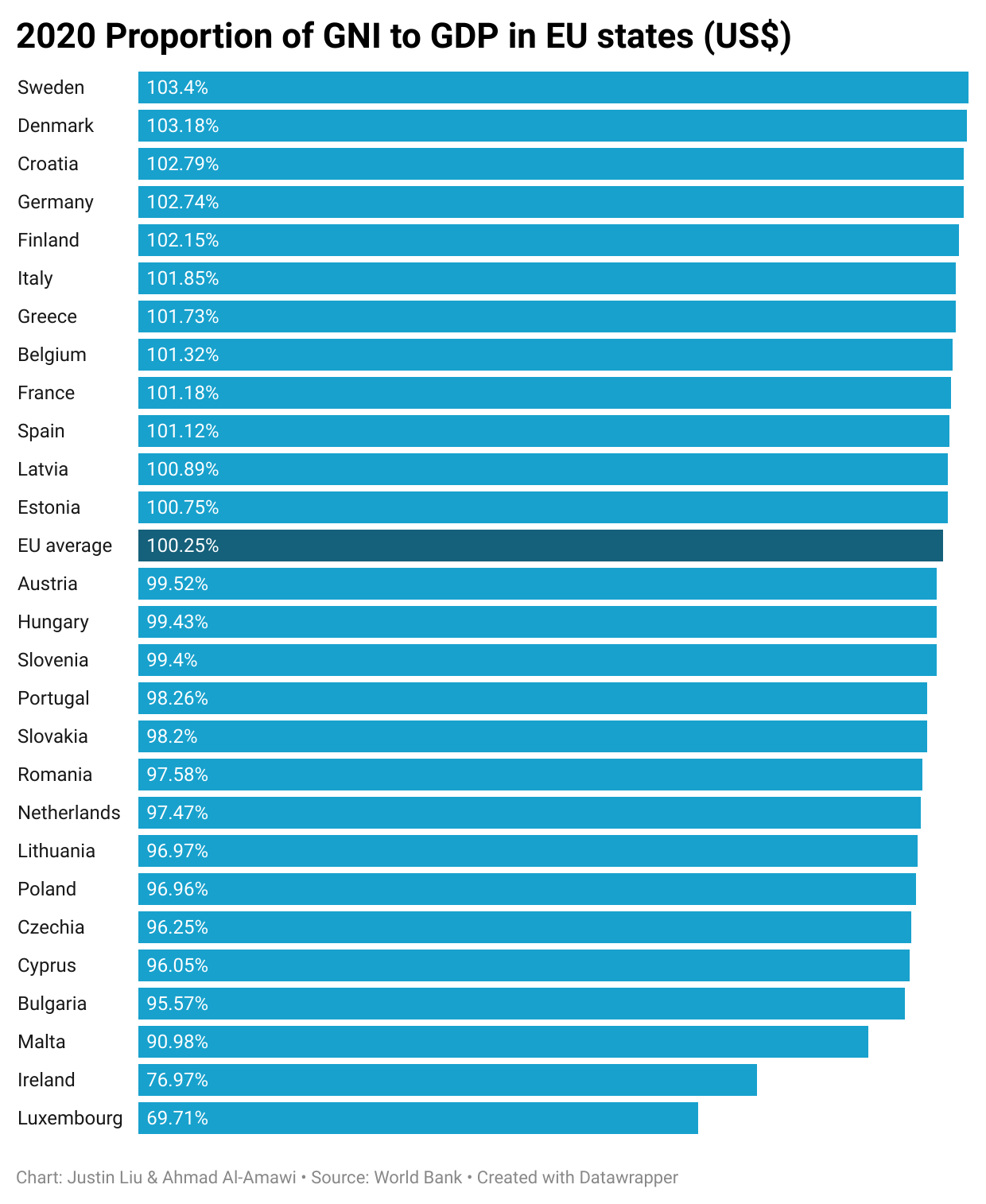
아일랜드는 룩셈부르크와 함께 GNI와 GDP의 불균형이 가장 심각한 나라 중 하나이다.(2020년)

아일랜드의 레프러콘 경제학에 대한 근거는 2015년부터 매우 많이 제시되고 있었다. 석유 및 가스를 주 수입으로 운영하는 국가를 제외하고, 1인당 GDP가 가장 높은 국가는 모두 조세 피난처이다.

### 2016년
2016년은 폴 크루그먼에 의해 레프러콘 경제학이 본격적으로 제시된 시기이다.
오스트리아의 경제 언론 "Derstandard"에서도 '레프러콘 경제'라는 개념을 "코볼트 붐" 이라고 묘사하며 2년 전 아일랜드의 국내총생산은 불과 1%에 달했지만 경제가 훨씬 좋아지고 있었던 미국에서는 2.4%를 기록하고 있다는 점을 들었다. 또 아일랜드가 페이스북 및 구글과 같은 글로벌 기업을 유치하며 조세 피난처로서의 지위를 위해 통계의 유용성을 희생했다는 지적을 하였으며 동시에 위기 기간 동안 아일랜드는 여전히 유로 구제 패키지로부터 수십억 달러를 받아야 했다는 점, 많은 경제학자들이 제시한 "아일랜드의 급속한 경제 회복"이 의문을 제기하게 하고 있다고 하였다. 더불어 2015년, 아일랜드가 공식 통계를 왜곡하는 사건이 많이 발생했다고 덧붙였다.

### 2020년
아일랜드 이스라엘 비즈에서는 레프러콘의 장난 치는 특성을 아일랜드의 국가적 수치에 빗대어 속임수라고 표현하였으며, "아일랜드 GDP 사기극"이라고 표현하였다. 이 칼럼에서는 "레프러콘이 저지른 장난의 주요 희생자는 아일랜드 자체"라고 전하였고, 글을 쓴 시점에서 지난 달에서야 '레프러콘 경제'가 아일랜드 국민에게 어떻게 해를 끼치는지에 대한 대표적인 사례가 소개되었다고 전하였다. 또, 유럽 연합이 합의한 막대한 복구 기금에서 아일랜드가 차지하는 비중이 3억 5,200만 유로로 삭감된다는 소식에 대한 이야기를 엮고, "모욕에 모욕을 더하는 것"으로 표현하였다. 이것은 아일랜드 정부가 왜곡된 통계를 사용하며, 아일랜드의 경제가 매우 정상적인 방향으로 진행되고 있다고 주장한다는 것을 전했다.
독일의 언론 도이체 벨레에서도 아일랜드의 레프러콘 경제학에 대한 비판 기사를 업로드하기도 하였다. 이 기사에서는 애플의 세금 회피를 중점으로 다루고 있으며, 유럽 연합 집행위원회는 아일랜드가 애플에 불법적인 국가 지원에 해당하는 맞춤형 세금 제안을 했다는 항소에 대한 내용도 다루고 있다.

### 2023년
2023년, 줄리우스 프롭스트(Julius Probst) 박사는 실질적으로 이웃 국가인 영국의 '더 나은 삶' 지수보다 살짝 낮은 수준이며, 아일랜드의 경제는 향상된 것이 맞지만 현재 GDP의 약 50%는 국제 조세 피난처라는 지위의 직접적인 결과로 분석하기도 하였다.

## 부정 및 반박
한편으로 레프러콘 경제학을 부정하거나 반박하는 주장을 담은 칼럼이나 글들이 게시되기도 했다. 데스몬드 스완은 2016년, 2015년의 아일랜드 경제 성장률을 "오류"로 일축해서는 안 된다고 주장하였고 2016년 6월까지, 12개월 동안 세수입이 국가 역사상 가장 높다는 사실을 언급했다.

## 아일랜드의 논란
레프러콘 경제학 개념의 주장 이후, 조세 회피처로서의 아일랜드는 전 세계적 문제로 떠오르게 되었다. 주로 세계적 빈부격차와 양극화를 형성했다는 비판이 잇따르게 되었다. 2017년 2월, 아일랜드는 자국의 GDP 자료를 "수정된 국민총소득(GNI*)"으로 대체했다. 2017년 12월, 미국과 EU는 아일랜드 BEPS 도구에 대한 대책을 도입하게 되었다. 이로써 아일랜드는 GDP 지표를 조정한 최초의 국가이자, 유일한 국가가 되었다.
아일랜드의 경제 구조 은폐 및 수정 문제는 유럽에서도 간간히 화제거리가 되곤 한다. Eurostat을 포함한 많은 경제학자들은 아일랜드의 수정 GNI가 여전히 아일랜드 BEPS 도구와 아일랜드에서의 미국 다국적 세금 계획 활동으로 인해 왜곡되고 있으며, 아일랜드 BEPS 도구가 EU-28의 통합 데이터와 EU-미국 무역 적자를 왜곡한다고 지적하였다.
2020년, 아일랜드는 2020년 이후의 성장을 위해 EU의 가장 엄격한 제한을 무시하기도 하였다.

## 같이 보기
- 아일랜드의 경제

- 켈트의 호랑이
- 조세 피난처
  - 아일랜드의 조세 피난처
- 더블 아이리시
- 애플의 논란

1. ↑  “GDP growth (annual %) | Data”. 2018년 8월 30일. 2018년 8월 30일에 원본 문서에서 보존된 문서. 2024년 10월 21일에 확인함.
2. ↑  Staff, Fora (2016년 9월 25일). “Ireland is trying to get off a Brazilian black list for tax havens” (영어). 2024년 10월 21일에 확인함.
3. ↑  “Paul Krugman Twitter ನಲ್ಲಿ: "Leprechaun economics: Ireland reports 26 percent growth! But it doesn't make sense. Why are these in GDP?… "”. 2018년 6월 16일. 2018년 6월 16일에 원본 문서에서 보존된 문서. 2024년 10월 21일에 확인함.
4. ↑  “Ist Irland die größte Steueroase der Welt? – DW – 24.07.2020” (독일어). 2024년 10월 22일에 확인함.
5. ↑  “세계는 조세피난처와 전쟁 중”. 《KDI 경제정보센터》. 2013년 6월 28일. 2024년 10월 22일에 확인함.
6. ↑  “Apple Irish tax case shows global problem – DW – 07/23/2020” (영어). 2024년 10월 22일에 확인함.
7. ↑  “https://www.imf.org/external/datamapper/NGDPDPC@WEO/OEMDC/ADVEC/WEOWORLD”. 2024년 10월 21일에 확인함. |title=에 외부 링크가 있음 (도움말)
8. ↑  “Home | Human Development Reports”. 2024년 10월 21일에 확인함.
9. ↑  “보관된 사본”. 2018년 6월 12일에 원본 문서에서 보존된 문서. 2024년 10월 21일에 확인함.
10. ↑  “Wayback Machine”. 2018년 7월 20일. 2018년 7월 20일에 원본 문서에서 보존된 문서. 2024년 10월 21일에 확인함.
11. ↑  Regan, Aidan; Brazys, Samuel (2018년 3월 4일). “Celtic Phoenix or Leprechaun Economics? The Politics of an FDI-led Growth Model in Europe”. 《New Political Economy》 (영어) 23 (2): 223–238. doi:10.1080/13563467.2017.1370447. ISSN 1356-3467.
12. ↑  “Multinationals’ smoke and mirrors obscure our strong indigenous performance | Irish Management Institute”. 2018년 8월 25일. 2018년 8월 25일에 원본 문서에서 보존된 문서. 2024년 10월 21일에 확인함.
13. ↑  “Europe moves on from financial crisis, but Greece is still recovering - Axios”. 2018년 9월 30일. 2018년 9월 30일에 원본 문서에서 보존된 문서. 2024년 10월 21일에 확인함.
14. ↑  “Does the CSO have another leprechaun on the loose?” (영어). 2024년 10월 21일에 확인함.
15. ↑  “Give me a crash course in ... Irish economic growth”. 2018년 8월 25일. 2018년 8월 25일에 원본 문서에서 보존된 문서. 2024년 10월 21일에 확인함.
16. ↑  Paqué, Karl-Heinz (2017). “Rätsel der Kobold-Ökonomie: BIP-Wachstum in Irland”. 《Wirtschaftsdienst》 97 (8): 534. doi:10.1007/s10273-017-2174-6. ISSN 1613-978X.
17. ↑  Regan, Aidan; Brazys, Samuel (2018년 3월 4일). “Celtic Phoenix or Leprechaun Economics? The Politics of an FDI-led Growth Model in Europe”. 《New Political Economy》 (영어) 23 (2): 223–238. doi:10.1080/13563467.2017.1370447. ISSN 1356-3467.
18. ↑  Regan, Aidan (2019년 4월 25일). “Ireland is a tax haven — and that’s becoming controversial at home”. 《워싱턴포스트》. 2024년 10월 21일에 확인함.
19. ↑  “Was hinter dem spektakulären "Kobold-Boom" in Irland steckt” (오스트리아 독일어). 2024년 10월 22일에 확인함.
20. 1 2  Lass, Mattan (2021년 4월 1일). “Ireland's economy grew in 2020? "Leprechaun Economics" is back!” (미국 영어). 2024년 10월 21일에 확인함.
21. ↑  “Ireland’s share of EU recovery fund to be cut by €352 million” (미국 영어). 2024년 10월 21일에 확인함.
22. ↑  “Ist Irland die größte Steueroase der Welt? – DW – 24.07.2020” (독일어). 2024년 10월 22일에 확인함.
23. ↑  PhD, Julius Probst (2023년 5월 16일). “Leprechaun Economics: The Irish Growth Miracle” (미국 영어). 2024년 10월 21일에 확인함.
24. ↑  “Leprechaun Economics? That's Unfair. Irish Tax Receipts The Highest On Record To June 2016”. 2024년 10월 21일에 확인함.
25. ↑  “세계는 조세피난처와 전쟁 중”. 《KDI 경제정보센터》. 2013년 6월 28일. 2024년 10월 21일에 확인함.
26. ↑  “Apple Irish tax case shows global problem – DW – 07/23/2020” (영어). 2024년 10월 21일에 확인함.
27. 1 2  “Ireland Exports its Leprechaun | Council on Foreign Relations”. 2018년 5월 14일. 2018년 5월 14일에 원본 문서에서 보존된 문서. 2024년 10월 21일에 확인함.
28. ↑  “Irish economy shrugs off toughest restrictions in EU to post 2020 growth” (영어). 2024년 10월 21일에 확인함.